# Шатківський Олекса Якович
Оле́кса Я́кович Шаткі́вський (28 травня 1908, хутір Сміх біля м. Почаїв — 28 червня 1979, Львів) — український митець, педагог, сценограф, маляр та графік родом з м. Почаєва на Волині.

## Життєпис

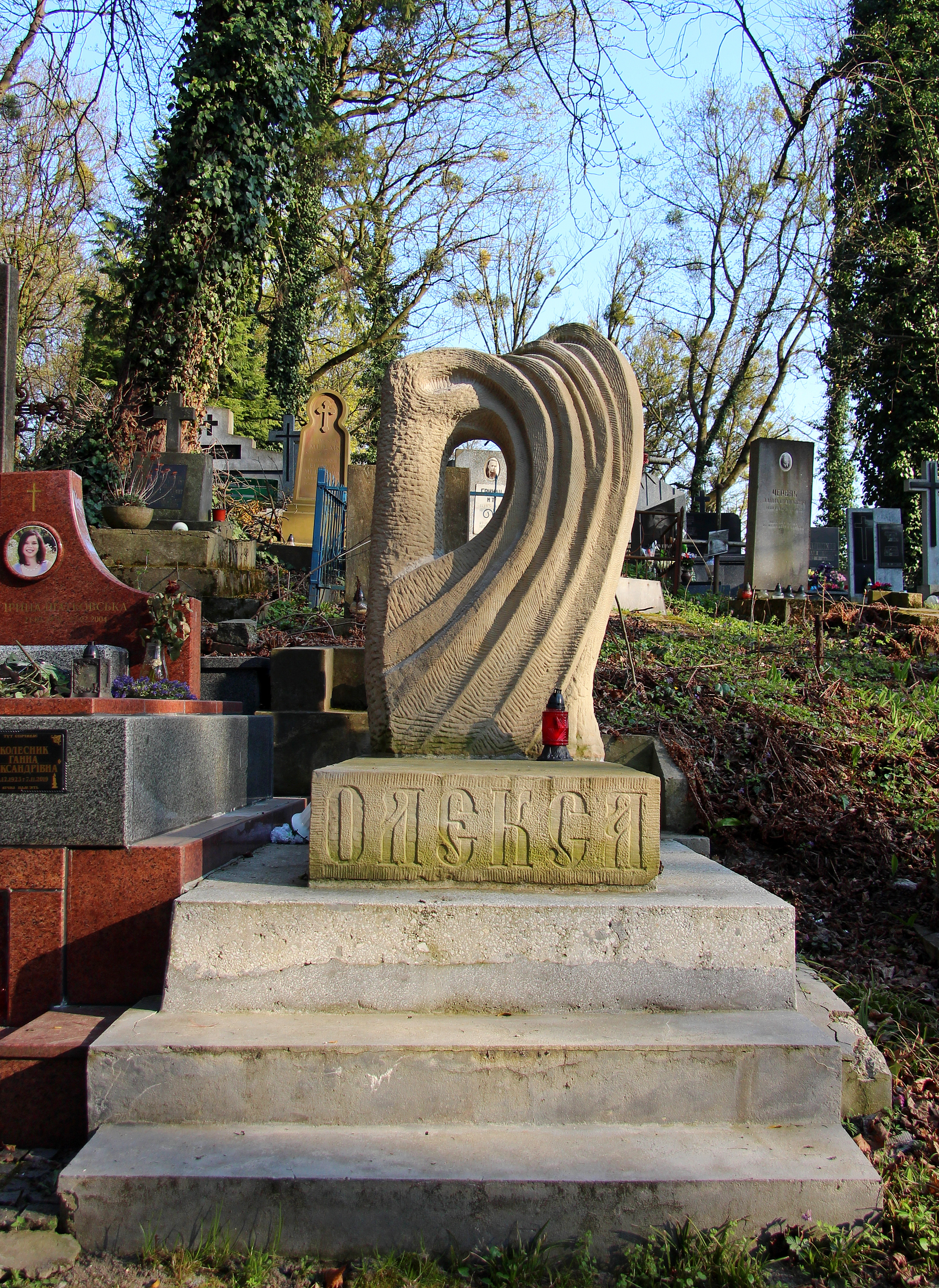
Пам'ятник на могилі художника О. Шатківського.

Від 1914 року — на Січеславщині. У 1918 році повернувся додому. Навчався у Почаївській іконописній майстерні, у Варшавській школі прикладного мистецтва (отримав 14 нагород за живопис і графіку) і в Академії мистецтв (клас В. Скочиляса і Л. Вичулковського); з 1931 року був членом гуртка українських митців «Спокій».
Перебуваючи в Європі, відвідує музеї Берліна, Дрездена, Парижа.
Як член українського мистецького гуртка «Спокій» виставлявся у Варшаві, на міжнародній студентській виставці в Румунії, Почаєві (1934 та  1958),  Рівному (1934 ), Львові ( 1968 , в картинній галереї у 1969 , ювілейна виставка у 1978 ), Кременці ( 1969 ), Луцьку ( 1960 ) , Москві ( Росія, 1968 р.), Києві ( 1970) , Тернополі ( 1981 ), Вашингтоні (штат Колумбія, США, 1976 ), Берліні ( Західний Берлін, Німеччина, 1976 ) , Ванкувері ( Канада, 1976 ).
В 1939 році повернувся з Варшави до Почаєва, де вчителював у Почаївській середній школі та продовжував малювати. Після закінчення війни з 1945 року працював художником у Тернопільському драматичному театрі імені Т. Шевченка. Ескізи сцени та декорацій театру того часу тепер знаходяться в Тернопільському обласному державному архіві, завдяки випадковій знахідці через багато років. Від 1946 року жив у Львові.
З 1948 року Шатківський — викладач Інституту прикладного і декоративного мистецтва (тепер Академія мистецтв) та 3 1950 Поліграфічного інституту ім. І. Федорова у Львові (тепер Академія друкарства).
Виставляв власні твори з 1932 року у Москві, Варшаві, Львові, Луцькому, Рівному та інших містах.
Наприкінці 1950-х у малярській манері митця відбулись суттєві зміни.
Поряд із основними темами — ліричний пейзаж, натюрморт, переважно квіти — автор звернувся до зображення портретів класиків української культури, історичних постатей, народних звичаїв.
Нарівні з власним прізвищем Шатківський ним використовувалась і Сміх-Шатківський, пов'язана з давнім родом Сміхів — власників однойменних маєтків близько Почаєва.

Помер Олекса Шатківський у Львові 28 червня 1979 року. Похований на Личаківському цвинтарі, поле № 32. На могилі надгробок авторства Теодозії Бриж.

## Твори
Твори Олекси Шатківського знаходяться у Львівській та Луцькій картинних галереях, в фондах Національної спілки художників України в Києві, Національному музеї Польщі в Варшаві, а також в приватних колекціях.
Численні картини з краєвидами Волині, Карпат і Львова; Картини до 100-річчя смерті Т. Шевченка (1961), багато літографій і гравюр.
Творчість Шатківського позначена рисами імпресіонізму, і належить до напрямку в образотворчому мистецтві — постімпресіонізм, що виник у 1880-х роках.
Художники цього напряму дотримувалися не тільки зорових вражень, а прагнули вільно та узагальнено передати матеріальність світу, вдавалися до декоративної стилізації.
До видатних представників постімпресіонізму в живописі відносяться Вінсент Ван Гог, Поль Гоген, Поль Сезанн, Анрі Тулуз-Лотрек.
Ретроспективні виставки творів Шатківського відбувались у Тернополі в 1981 та 2008 році (Ювілейна виставка в Держархіві Тернопільської області), у Львові — в 2008 році (присвячена до століття від дня народження, у Львівському Національному музеї ) та 2023 році (Графіка Олекси Шатківського, у Львівському Національному музеї), у Рівному — в 2024 році (Графіка Олекси Сміх-Шатківського, Галерея Євро Арт) та у Києві у 2024 році (персональна виставка живопису - Мерехтіння спокою. Малярство Олекси  Шатківського, Галерея НюАрт).
У 2004 році Інститут Колекціонерства українських мистецьких пам'яток при Науковому товаристві Шевченка та видавництво «Оранта» Львів-Київ, видали альбом[недоступне посилання з травня 2019] Олекси Сміх-Шатківського з ілюстраціями 170 праць художника.

## Галерея

Сімейне фото, 1920-ті роки, другий зліва — Олекса Шатківський